# Le Roi et l'Oiseau

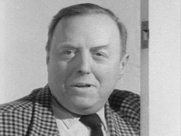
Paul Grimault.

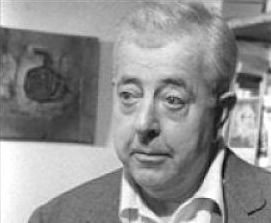
Jacques Prévert.

Le Roi et l'Oiseau (El rey y el ruiseñor) es una película francesa de dibujos animados dirigida por Paul Grimault en 1980. El guion es de Jacques Prévert, y está basado en el cuento de Andersen La pastora y el deshollinador (Hyrdinden og Skorsteensfeieren), publicado en 1845. La letra de las canciones es de Prévert; la música, de Joseph Kosma.

## Argumento
El rey Charles V + III = VIII + VIII = XVI (cinco y tres son ocho, ocho y ocho dieciséis) es el dictador del reino de Takicardie. Quiere casarse con una pastora, pero ella tiene un novio deshollinador. Los enamorados consiguen escaparse con la ayuda de un pájaro.

## Premios
Le Roi et l'Oiseau recibió el premio Louis-Delluc en 1979; y el DVD de la versión restaurada de la película, el premio especial del Jurado en el edición del 2004 del Festival de Cannes.

## Influencia
La película tuvo una profunda influencia sobre Hayao Miyazaki y Isao Takahata, fundadores del Studio Ghibli.